# TSV 1860 Múnich II
El TSV 1860 Múnich II es un equipo de fútbol de Alemania que juega en la Bayernliga, una de las ligas que conforman la quinta división de fútbol del país.

## Historia
Fue fundado el 17 de mayo de 1958 en la ciudad de Múnich con el nombre TSV 1860 München Amateure, el cual utilizaron hasta el 2005, y es el equipo reserva del TSV 1860 Múnich, por lo que no puede jugar en la Bundesliga, aunque sí puede jugar en la Copa de Alemania y sus jugadores están disponibles para jugar en el primer equipo.
Ganaron en sus primeros años varios títulos a nivel aficionado y es el tercer equipo reserva que integra la Regionalliga Bayern junto al FC Bayern Múnich II y el FC Nuremberg II.
Con la reorganización del fútbol alemán en 1963, año en que se creó la Bundesliga, fueron colocados en la Landesliga Bayern-Süd, en donde descendieron en su primer año y han pasado la mayor parte de su historia en la Landesliga.

## Palmarés
- Amateurliga Bayern-Süd: 1 (III)

1961
- Regionalliga Bayern: 1 (IV)

2013
- Bayernliga: 2 (IV)

1997, 2004
- 2. Amateurliga Oberbayern A: 1 (IV)

1959
- Landesliga Bayern-Süd: 1 (V)

1996
- Bezirksliga Oberbayern-Ost: 1 (V)

1973
- Bezirksliga Oberbayern-Süd: 1 (VI)

1990
- Oberbayern Cup: 3

1997, 1998, 2003

## Temporadas recientes
Estas han sido las temporadas del TSV 1860 Múnich desde 1999:
| Temporada | Liga                | División | Posición |
| 1999–2000 | Regionalliga Süd    | III      | 7º       |
| 2000-01   | Regionalliga Süd    | III      | 16º ↓    |
| 2001-02   | Oberliga Bayern     | IV       | 2º       |
| 2002-03   | Oberliga Bayern     | IV       | 2º       |
| 2003-04   | Oberliga Bayern     | IV       | 1º ↑     |
| 2004-05   | Regionalliga Süd    | III      | 15º      |
| 2005-06   | Regionalliga Süd    | III      | 15º      |
| 2006-07   | Regionalliga Süd    | III      | 13º      |
| 2007-08   | Regionalliga Süd    | III      | 13º      |
| 2008-09   | Regionalliga Süd    | IV       | 6º       |
| 2009-10   | Regionalliga Süd    | IV       | 7º       |
| 2010–11   | Regionalliga Süd    | IV       | 8º       |
| 2011–12   | Regionalliga Süd    | IV       | 13º      |
| 2012–13   | Regionalliga Bayern | IV       | 1º       |
| 2013–14   | Regionalliga Bayern | IV       |          |

- Con la introducción de las Bezirksoberligas en 1988 como el nuevo quinto nivel, por debajo de las Landesligas, todas las ligas bajaron un nivel. Con la introducción de las Regionalligas en 1994 y de la 3. Liga en 2008 como el nuevo tercer nivel, por debajo de la 2. Bundesliga, todas las ligas bajaron un nivel. Con el establecimiento de la Regionalliga Bayern como el nuevo cuarto nivel en Baviera en 2012, la Bayernliga se combinó de las divisiones Nord y Süd, el número de Landesligas creció de 3 a 5 y las Bezirksoberligas desaparecieron. Todas las ligas que integraban las Bezirksligas fueron promovidas un nivel.